# Podul spionilor
Podul spionilor (titlu original: Bridge of Spies) este un film american istoric dramatic thriller din 2015 regizat de Steven Spielberg. Rolurile principale au fost interpretate de actorii Tom Hanks și Mark Rylance. Filmul a fost realizat cu titlul de producție St. James Place. Titlul filmului se referă la Podul Glienicke⁠(en)[traduceți] din Berlin, unde în timpul Războiului Rece aveau loc de regulă schimburile de „spioni” între NATO și Blocul comunist, între aceștia numărându-se și politicianul creștin-democrat bănățean Franz Kräuter.

## Distribuție
- Tom Hanks - James B. Donovan
- Mark Rylance - Rudolf Ivanovici Abel
- Scott Shepherd - Hoffman
- Amy Ryan - Mary McKenna Donovan
- Sebastian Koch - Wolfgang Vogel
- Alan Alda - Thomas Watters
- Austin Stowell - Francis Gary Powers
- Billy Magnussen - Doug Forrester
- Eve Hewson - Carol Donovan
- Jesse Plemons - Murphy
- Michael Gaston - Williams
- Peter McRobbie - Allen Dulles
- Domenick Lombardozzi - Agent Blasco
- Will Rogers - Frederic Pryor
- Dakin Matthews - Judge Mortimer W. Byers
- Stephen Kunken - William Tompkins
- Joshua Harto - Bates
- Mark Zak - Soviet Judge
- Edward James Hyland - Chief Justice Earl Warren
- Mikhail Gorevoy - Ivan Alexandrovich Schischkin